# Histoire de Sisteron

Blason de Sisteron

Capitale des Sogiontiques, Sisteron (l’antique Segustero) est, à partir de l’époque romaine et de la construction du pont sur la Durance, un point de passage stratégique. Cette importance lui vaut des fortifications actualisées jusqu’au XVIIIe siècle. Siège d’un évêché, la ville a un certain rayonnement pendant le Moyen Âge. Elle est le siège d’administrations de second rang : viguerie, puis district après la Révolution. C’est actuellement une petite ville industrielle et touristique.

## Antiquité
De la période de présence romaine datent quelques vestiges. Le site de la chapelle Saint-Domain a livré des restes de villa en 1982.
La ville, appartenant probablement au peuple gaulois des Sogiontiques (Sogiontii), dépendant des Voconces, tire depuis toujours son importance de la traversée de la Durance : les Romains font passer la voie domitienne (Via Domitia) qui reliait l'Italie à l'Espagne par le col du Montgenèvre à Sisteron.
Un tombeau monumental de la fin du Ier siècle a été découvert en 1946, lors de la reconstruction de la ville, orné de sculptures (masques des quatre vents, statue d’une muse en marbre et urnes funéraires).
La ville est élevée au rang de civitas de la province des Alpes-Maritimes entre le IIe siècle et la fin du IVe siècle, et devient siège du diocèse de Sisteron au Ve siècle (le premier évêque connu apparaît en 449).

## Moyen Âge
Au Moyen Âge, la ville est une place forte des comtes de Forcalquier au XIe siècle, puis propriété des comtes de Provence, elle est pour ces derniers la frontière du nord. Elle reste cependant un lieu de passage important sur la Durance : c’est ainsi à Sisteron que l’on signale les premiers Roms en France, en 1425.
En 1202, le traité d'alliance entre Guillaume IV de Forcalquier et Guigues, dauphin du Viennois, est signé au château de Sainte-Euphémie. Les châteaux de Redortiers et de L'Argentière sont laissés en gage. Cette alliance était dirigée contre le roi d'Aragon, Alphonse III d'Aragon, qui venait de prendre Sisteron.
C'est à Sisteron, au couvent des cordeliers, que Raimond-Bérenger V, comte de Provence, signe au XIIIe siècle le testament par lequel il attribue le comté de Provence à l'une de ses quatre filles, Béatrice, future femme de Charles d'Anjou, frère de saint Louis. De là datent les droits des rois de France sur la Provence.
La charte communale, attribuée à une date inconnue, est confirmée par les comtes en 1212. Le consulat est créé avant 1209.
Les frères pontifes possédaient une maison à Sisteron, et se chargeaient de l’entretien du pont sur le Buëch. Après le milieu du XIIe siècle, les frères pontifes de Sisteron demandent leur rattachement aux Templiers, et leur maison passe sous la dépendance d’une commanderie. Les comtes de Provence, puis ceux de Forcalquier, envisagèrent un temps de leur confier la garde du château. Deux couvents d’ordre mendiants sont créés à Sisteron dans la première moitié du XIIIe siècle : un couvent de franciscains en 1238 et un couvent de dominicains (1248). Cette double fondation est un élément montrant que Sisteron est dès cette époque un centre urbain complet.
La mort de la reine Jeanne Ire ouvre une crise de succession à la tête du comté de Provence, les villes de l’Union d'Aix (1382-1387) soutenant Charles de Duras contre Louis Ier d'Anjou. La communauté de Sisteron en fait partie, puis prête hommage au fils de Louis Ier, Louis II d'Anjou en 1386. Le ralliement de la ville a été longuement discuté. Marie de Blois, mère et régente de Louis II, avait envoyé ses ambassadeurs à Sisteron, en espérant jouer sur un engagement peu radical de la ville du côté carliste : les émissaires de la communauté négocient cependant de juillet à octobre 1385. Il faut ensuite neuf mois de discussions en interne, dans la communauté de Sisteron, avant que Louis II puisse entrer en ville. En soutenant les Angevins, Sisteron s’oppose ainsi à Barcelonnette, carliste et ennemie traditionnelle. Une trêve est conclue le 10 septembre 1387. D’un autre côté, dès que le bruit court que Sisteron se rallie à la cause angevine, une dizaine de seigneurs plus ou moins proches basculent avec la ville, ce qui confirme son rôle stratégique.
La communauté de La Baume, qui comptait 35 feux au dénombrement de 1315, est fortement dépeuplée par la crise du XIVe siècle (Peste noire et guerre de Cent Ans) et annexée par la commune de Sisteron au XVe siècle.
Léguée en 1483 à Louis XI, la Provence rejoint le royaume de France.

## Temps modernes

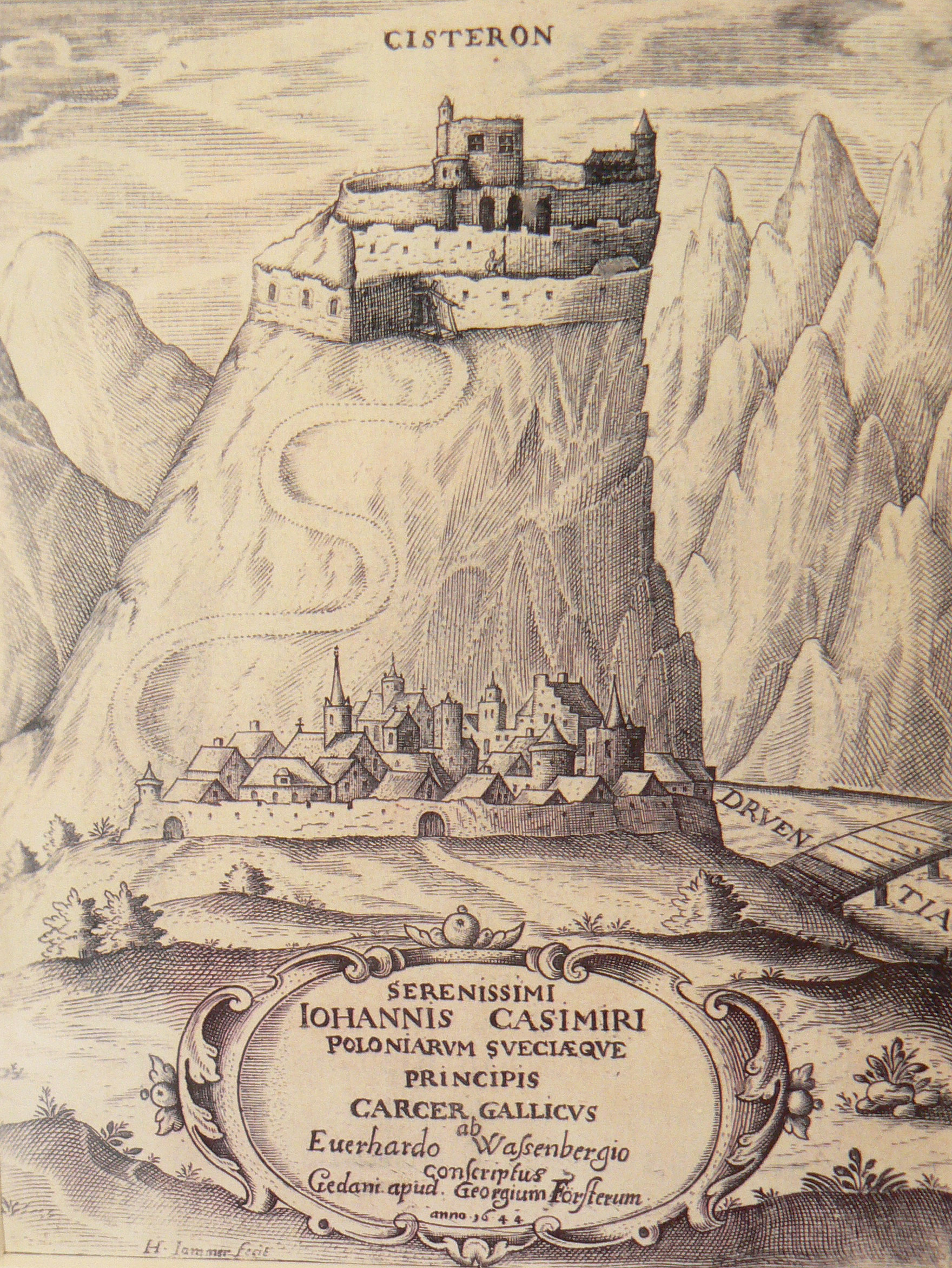
La citadelle et la ville vers 1640, à l'époque de l'incarcération de Jean Casimir de Pologne

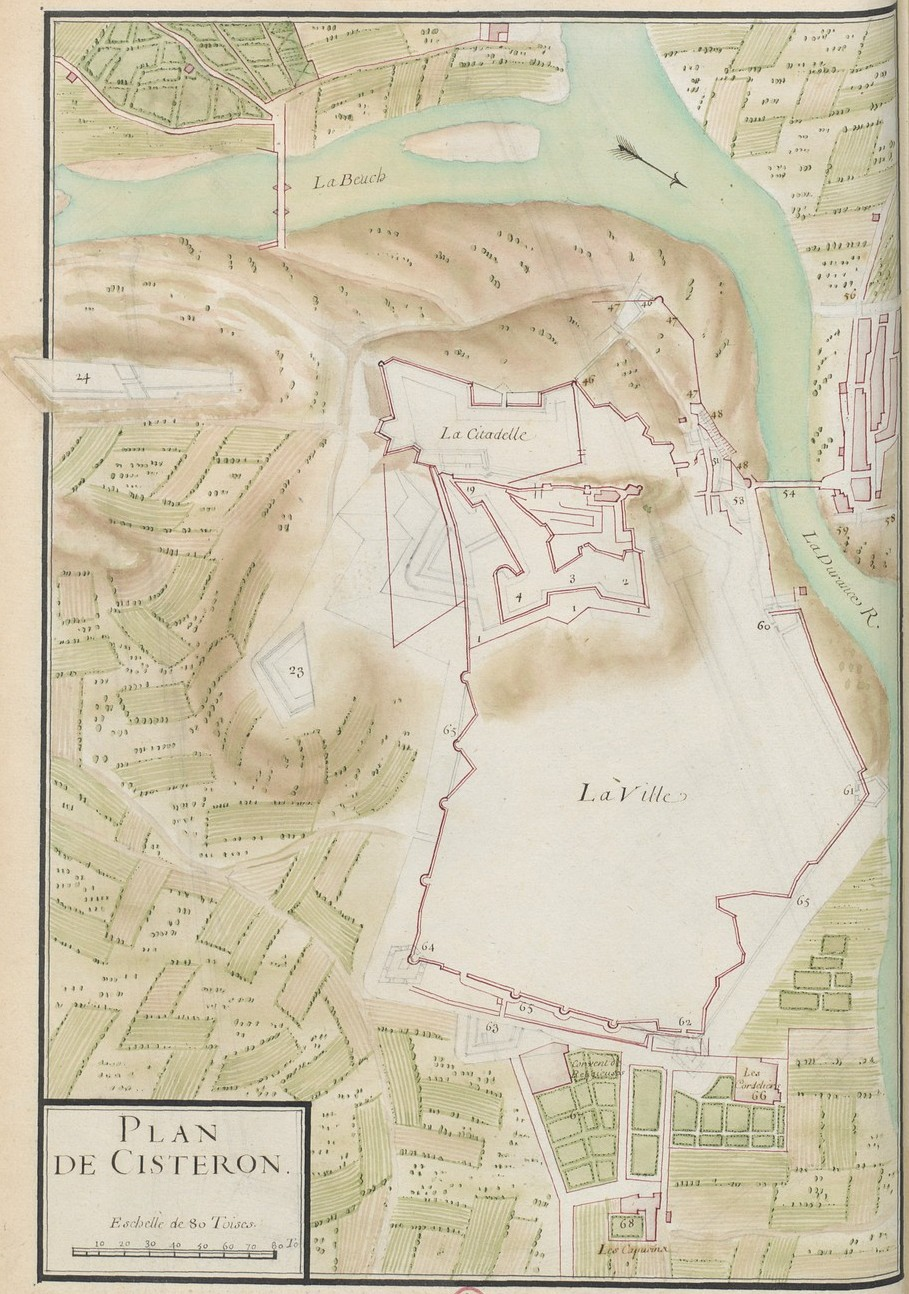
Plan général de la citadelle et de la ville de Sisteron en 1693.

De 1562 à 1594 les guerres de religion voient les protestants et les catholiques se disputer la ville et sa forteresse qui contrôlent le seul pont sur la Durance. En février 1562, la moitié des protestants de Forcalquier se réfugient à Sisteron. Après les premiers incidents qui voient les protestants saccager la cathédrale, briser son clocher et ses orgues, ainsi que les couvents des cordeliers et des dominicains, la ville est assiégée par les catholiques de Sommerive, lieutenant général du roi, en juin 1562. Elle est défendue par son père le comte de Tende, Paulon de Mauvans, Furmeyer et 5 000 hommes. Les chefs protestants s’enfuient de nuit, et la ville est prise le 6 septembre : la garnison est massacrée et les protestants expulsés : ils se réfugient à Lyon. Après l’édit de pacification d’Amboise (mars 1563), ils sont reconduits sous escorte armée par le comte de Tende, gouverneur de Provence, et Paulon de Mauvans, capitaine protestant.
En 1567, la ville est à nouveau assiégée et prise par les protestants. Les catholiques Carcès et Sommerive échouent à la reprendre, mais les protestants leur restituent cependant. De la même façon, au printemps 1585, les Ligueurs tentent un coup de main contre la ville, sans succès.
C'est alors que Jehan Sarrazin est chargé de renforcer la place, et construit la citadelle actuelle de 1589 à 1612.
À l’été 1617, les habitants se soulèvent contre l’autorité royale. Dans un contexte difficile pour le pouvoir (régence de Marie de Médicis), les nouvelles taxes provoquent de nombreuses éruptions de violence dans la région contre les piquets installés pour les percevoir. À Sisteron, qui est alors la porte d’entrée en Provence pour de nombreux produits, parfois indispensables pour Marseille, la tentative d’un huissier de poser des barrières afin de taxer le passage de denrées provoque un premier soulèvement. Un conseiller du roi, accompagné d’un adjoint, est envoyé pour imposer des règles de contrôle au commerce passant par Sisteron. Leur arrivée provoque un attroupement, la foule les suivant jusqu’à leur auberge. Les consuls de la ville leur demandent alors de quitter la ville, et leur refus entraîne la prise d’assaut de l’hôtellerie. Le conseiller est battu à mort par la foule, et son corps jeté sur un tas de fumier. La population prend les armes, et le gouverneur de la citadelle ne peut rien faire pour rétablir son autorité, tout comme le lieutenant de sénéchaussée. Le 28 juillet, ordre est donné à toutes les troupes de la province de converger vers la place forte. Les meneurs et les consuls prennent alors la fuite, ce qui met fin à l’insurrection.
La répression est sans pitié : les deuxième et troisième consuls sont exécutés, le substitut banni, le capitaine du guet condamné aux galères à vie. Les rebelles issus du peuple sont tout aussi sévèrement punis : l’un des meneurs a le poing droit coupé, puis est brûlé vif ; cinq autres sont roués, vingt-et-un rebelles sont pendus, un autre envoyé aux galères. La communauté est aussi touchée dans ses symboles : tous ses privilèges sont révoqués, l’hôtel de ville est rasé, une forte amende lui est imposée, etc.
La Réforme avait connu un certain succès à Sisteron, et malgré les guerres de religion, une communauté protestante s’était maintenue. Au XVIIe siècle, elle continue de célébrer le culte dans son temple, grâce à l’édit de Nantes (1598). Mais les pressions de toutes sortes, venues du Parlement et de l’évêque, entraînèrent sa disparition avant le début du règne personnel de Louis XIV (1660).
L’épidémie de peste de 1628-1630 touche Sisteron, apportée soit par un muletier transportant du chanvre, soit par le régiment de Picardie. La fosse contenant des corps passés à la chaux découverte en 1938 au pont du Gournias doit dater de cette épidémie.
Sur l'ordre de Richelieu, le prince Jean Casimir de Pologne est accusé de complot contre la France et est enfermé en 1639 dans le donjon de la citadelle : c’est le début de la carrière de prison politique de la citadelle.
En 1720, pour empêcher l’extension de la peste de Marseille, un cordon sanitaire est établi sur le Jabron. Des barrières gardées par des soldats du régiment de Poitou sont placées sur les ponts du Jabron et du Gournias. Un corps de garde destiné au logement des soldats a été construit à proximité de Notre-Dame du Signavous.
La ville est le siège d’une viguerie jusqu’à la Révolution ; un bureau de la poste royale y est aussi installé à la fin de l’Ancien Régime.
Un important moulin à papier est construit en 1638, sur le Jabron ; modernisé plusieurs fois, il est doté d’une haute cheminée de briques au XIXe siècle et fonctionne jusqu’après la Seconde Guerre mondiale. À la fin du XVIIIe siècle, Pierre Claude Nicollas construit ce qui aurait pu être un important établissement industriel, la papeterie de Servoules : le bâtiment fait 120 m de long sur 30 de large, et bénéficie des techniques les plus en pointe. Mais, ouvert en 1788, il fait faillite et ferme ses portes en 1802.

## Révolution française
Peu avant la Révolution française, l’agitation monte. Outre les problèmes fiscaux présents depuis plusieurs années, la récolte de 1788 avait été mauvaise et l’hiver 1788-89 très froid. L’élection des États généraux de 1789 avait été préparée par celles des États de Provence de 1788 et de janvier 1789, ce qui avait contribué à faire ressortir les oppositions politiques de classe et à provoquer une certaine agitation. C’est au moment de la rédaction des cahiers de doléances, fin mars, qu’une vague insurrectionnelle secoue la Provence. La première émeute se produit à Manosque le 14 mars, causée par la cherté des grains : l’évêque de Sisteron, de Suffren, est de passage dans la ville. Soupçonné d’accorder sa protection à un accapareur, il est attaqué par un groupe de paysans à coups de boules de neige, mais aussi de pierres et de mottes de terre.
La nouvelle de la prise de la Bastille est accueillie favorablement, cet événement annonçant la fin de l’arbitraire royal et, peut-être, des changements plus profonds dans l’organisation de la France. Immédiatement après l’arrivée de la nouvelle, un grand phénomène de peur collective s’empare de la France, par peur du complot des aristocrates désirant recouvrer leurs privilèges. Des rumeurs de troupes en armes dévastant tout sur son passage se propagent à grande vitesse, provoquant des prises d’armes, l’organisation de milices et des violences anti-nobiliaires. Cette Grande Peur, venant de Tallard et appartenant au courant de la « peur du Mâconnais », atteint Sisteron et sa région le 30 juillet 1789 avant de se propager vers Digne.
L’évêché est supprimé en 1790. La création d’une société patriotique est proposée en avril 1791, puis rapidement dissoute sur l’intervention des réactionnaires (22 mai), avant d’être recréée un an plus tard. Des émeutes sont provoquées par les royalistes le 17 mai 1792. Cependant, une part importante de la population soutient la Révolution : il y avait 137 adhérents à la Société révolutionnaire en 1793 (affiliée au club des Jacobins de Paris le 10 octobre 1794) et un cercle d’opposition, Deus probidebit. Environ 40 % de la population masculine fréquente la société populaire.
En 1792-1793, la section de Sisteron est contrôlée par les fédéralistes. En relations avec la section de Marseille, elle diffuse les idées des Girondins, jusqu’à leur proscription le 31 mai 1793 et l’écrasement de l’insurrection fédéraliste en juillet.
Le 5 frimaire an III, la société patriotique est épurée par le représentant en mission Gauthier.
De 1790 à 1800, la ville est le siège du District de Sisteron.

## XIXesiècle
Le coup d'État du 2 décembre 1851 commis par Louis-Napoléon Bonaparte contre la Deuxième République provoque un soulèvement armé dans les Basses-Alpes, en défense de la Constitution. Après l’échec de l’insurrection, une sévère répression poursuit ceux qui se sont levés pour défendre la République : 42 habitants de Sisteron sont traduits devant la commission mixte, la majorité étant condamnés à la déportation en Algérie.
En 1884, la commune est touchée par une épidémie de choléra : elle cause 18 morts du 23 août au 5 septembre.
La citadelle est déclassée en 1889.

## XXesiècle

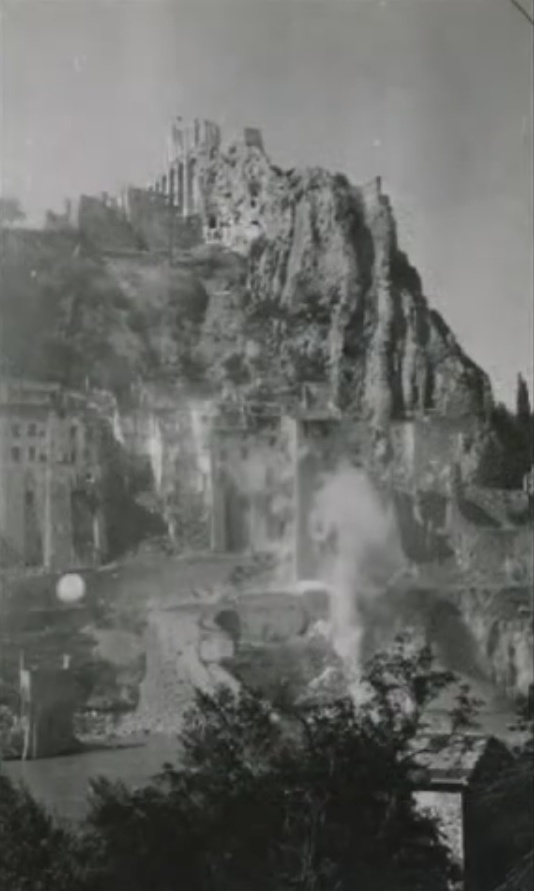
La citadelle et la ville après le bombardement du 15 août 1944.

En juillet 1919, c'est à Sisteron que l'appel à l'action collective des accidentés et mutilés du travail est lancé, appel qui aboutit un an plus tard à la création de la Fédération nationale des mutilés et invalides du travail.
Pendant la Seconde Guerre mondiale, 22 juifs sont arrêtés à Sisteron avant d’être déportés.
Le 15 août 1944, premier jour du Débarquement de Provence, les B-26 Marauder français et des forteresses volantes américaines du 42th Bomber Wing tentent de couper le pont ferroviaire et les ponts routiers qui enjambent le Buëch et la Durance. La météo n'est pas très favorable. Les accès sont atteints, mais les ponts ne sont pas détruits. Le wing de l’USAAF, forcé à une manœuvre d'évitement après son premier passage, se libère des bombes non larguées et plusieurs tombent sur la ville. Le 17 août, une formation de B-26 français revient sur les lieux et réussit cette fois à détruire les objectifs. Le résultat de ces bombardements alliés : une grande partie de la ville fut détruite et la citadelle gravement endommagée, cent morts, trente disparus et deux cents blessés[réf. nécessaire]. La ville est libérée deux jours plus tard par la Task force du général Butler, (36e division d’infanterie (US)) venant de Riez. Le 143e RI US, qui a lui remonté la vallée de la Durance, rejoint Butler à Sisteron. Le lendemain, la colonne américaine se dirige sur Gap, libérée le 20, et Aspres-sur-Buëch.
La réorganisation et la modernisation de l’agriculture au lendemain de la Seconde Guerre mondiale entraînent la fin de modes d’approvisionnement séculaires pour la ville de Sisteron. Le vin était produit en partie dans la commune, avec 392 ha, essentiellement complantés en allées où la vigne n’occupait que le tiers ou le quart du sol. Le vignoble alimentant Sisteron s’étendait notamment sur la montagne de la Baume, et se prolongeait sur la commune voisine d’Entrepierres (67 ha plantés), où la plus grande partie des vignes appartenaient à des Sisteronais qui s’approvisionnaient ainsi directement. Les communes proches, Peipin et Aubignosc avaient également un vignoble destiné à fournir le marché sisteronais. Ces vignobles disparaissent dans les années 1950 et 1960, victimes de la concurrence des vins du Languedoc et de Basse-Provence, et de la réorganisation des modes d’exploitation agricole. L’huile d'olive était aussi produite à proximité immédiate de la ville, sur l’Adrech de Sisteron où l’olivette atteignait les 600 mètres. Les superficies plantées progressent au XIXe siècle, passant de 27 à 45 ha et 7 500 arbres de 1820 à 1913. Contrairement à la vigne, l’olivier régresse peu : sa culture régresse de 1950 à 1990, mais les pieds sont le plus souvent conservés. Ainsi, en 2005, on compte encore 73 ha avec 3 066 arbres. Mais Sisteron n’est plus le destinataire privilégié de la production des communes voisines (Aubignosc, Peipin, Entrepierres).
En 1962, un hameau de forestage est construit pour héberger les réfugiés harkis qui sont employés par l’administration des Eaux et Forêts.